# Liste des évêques de Namibe
Liste des évêques de Namibe
(Dioecesis Namibanus)
L'évêché de Namibe est créé le 21 mars 2009, par détachement de l'archevêché de Lubango. 

## Liste des évêques
- 21 mars 2009-† 30 octobre 2010 : Mateus Tomás (Mateus Feliciano Augusto Tomás)
- depuis le 8 juillet 2011 : Dionísio Hisilenapo

## Sources
- L'ANNUAIRE PONTIFICAL, sur le site http://www.catholic-hierarchy.org, à la page